# ريوييا موتودا
ريوييا موتودا (باليابانية: 元田 龍矢) (مواليد 2 سبتمبر 1994) هو لاعب كرة قدم ياباني.

## وصلات خارجية
- ريوييا موتودا على موقع رابطة كرة القدم اليابانية للمحترفين (اليابانية)
- ريوييا موتودا على موقع قاعدة بيانات كرة القدم.إي يو (الإنجليزية)
- ريوييا موتودا على موقع Soccerway.com (الإنجليزية)
- ريوييا موتودا على موقع عالم كرة القدم.نت (الإنجليزية)